# Expedice 20
Expedice 20 byla dvacátou expedicí Mezinárodní vesmírné stanice. Expedice byla zahájena příletem kosmické lodě Sojuz TMA-15 ke stanici 29. května 2009. Posádka Sojuzu doplnila stávající stálou posádku na ISS (Expedice 19). Poprvé v historii začalo stanici dlouhodobě obývat šest kosmonautů. Velitelem Expedice 20 byl Gennadij Padalka.
Sojuz TMA-14 a Sojuz TMA-15 připojené k modulu Zarja sloužily u ISS jako záchranné lodě.

## Posádka
| Pozice            | První část (Květen až červen 2009)    | Druhá část (Červen až srpen 2009)     | Třetí část (Srpen až říjen 2009)      |
| ----------------- | ------------------------------------- | ------------------------------------- | ------------------------------------- |
| Velitel           | Gennadij Padalka, (3) Roskosmos (CPK) | Gennadij Padalka, (3) Roskosmos (CPK) | Gennadij Padalka, (3) Roskosmos (CPK) |
| Palubní inženýr 1 | Michael Barratt, (1) NASA             | Michael Barratt, (1) NASA             | Michael Barratt, (1) NASA             |
| Palubní inženýr 2 | Kóiči Wakata, (3) JAXA                | Timothy Kopra, (1) NASA               | Nicole Stottová, (1) NASA             |
| Palubní inženýr 3 | Roman Romaněnko, (1) Roskosmos (CPK)  | Roman Romaněnko, (1) Roskosmos (CPK)  | Roman Romaněnko, (1) Roskosmos (CPK)  |
| Palubní inženýr 4 | Robert Thirsk, (2) CSA                | Robert Thirsk, (2) CSA                | Robert Thirsk, (2) CSA                |
| Palubní inženýr 5 | Frank De Winne, (2) ESA               | Frank De Winne, (2) ESA               | Frank De Winne, (2) ESA               |

Zdroj pro tabulku: NASA
V závorkách je uveden dosavadní počet letů do vesmíru včetně této mise.

## Záložní posádka
- Jeffrey Williams, velitel, NASA
- Maxim Surajev, palubní inženýr, Roskosmos (CPK)
- Sóiči Noguči, palubní inženýr, JAXA (za Wakatu)
- Timothy Creamer, palubní inženýr, NASA (za Kopru)
- Catherine Colemanová, palubní inženýr, NASA (za Stottovou)
- Dmitrij Kondraťjev, palubní inženýr, Roskosmos (CPK) (za Romaněnka)
- Christopher Hadfield, palubní inženýr, CSA (za Thirska)
- André Kuipers, palubní inženýr, ESA (za De Winneho)

## Detaily mise

### Start a připojení k ISS
27. května odstartovala z kosmodromu Bajkonur kosmická loď Sojuz TMA-15. 29. května se Sojuz spojil s Mezinárodní vesmírnou stanicí, kde kosmonauty očekávala posádka Expedice 19. Po příletu se označení mise změnilo na Expedice 20 a poprvé v historii stanice začalo ISS dlouhodobě obývat šest kosmonautů.

### EVA-1
Dne 5. června 2009 byl na programu výstup do kosmu v rámci příprav na připojení ruského modulu MRM-2 pro připojení dalších lodí Sojuz a Progress. Během výstupu astronauti Gennadij Padalka a Michael Barratt připevnili na horni uzel modulu Zvezda setkávací terč, dvě sestavy antén Kurs a kabeláž pro antény Kurs. Pak Barratt pořídil snímky ruské části stanice, přičemž byl upoután na konci manipulátoru Strela-2 ovládaného Padalkou. Výstup začal 7:52 UTC a skončil 12:46 UTC. Trval 4 hodiny a 54 minut.

### IVA-1
Jak už napovídá název výstupu (Intra Vehicular Activity – Aktivita ve stanici), probíhal zevnitř stanice, konkrétně v přechodové části mezi moduly Zvezda a Zarja (v průběhu výstupu dehermetizované). Proběhl 10. června a astronauti měli za úkol vyměnit víko horního uzlu modulu Zvezda za víko se setkávacím naváděcím kuželem pro MRM-2. Tím byly přípravy na připojení MRM-2 hotovy. Tento výstup trval pouze 12 minut, zúčastnili se ho Padalka a Barratt.

### Progress M-02M
Zásobovací loď Progress M-02M naplněná odpadem byla 30. června 2009 v 18:29 UTC od komplexu odpojena a přešla na samostatnou parkovací dráhu. Později se ke stanici znovu přiblíží, aby otestovala nový naváděcí systém, který na modul Zvezda namontovali astronauti Barratt a Padalka při výstupu EVA-1. Poté bude Progress naveden do hustých vrstev atmosféry, kde zanikne.

### Přeparkování Sojuzu TMA-14
Aby se uvolnil port na modulu Zvezda, ke kterému se na konci července 2009 připojí nová zásobovací loď Progress M-67, bylo nutno přeparkovat loď Sojuz TMA-14 na nové místo u modulu Pirs (uvolněný odletem Progressu M-02M). Tento manévr proběhl úspěšně 2. července 2009 od 21:29 do 21:55 UTC. Kosmickou loď řídil Gennadij Padalka, spolu s ním byli na palubě Sojuzu astronauti Michael Barratt a Kóiči Wakata.

### STS-127
15. července 2009 odstartoval raketoplán Endeavour s japonskou plošinou JEF, kterou pak astronauti namontovali na modul Kibo. Raketoplán se ke stanici připojil 17. července. Po otevření průlezu mezi raketoplánem a ISS bylo na stanci rekordních 13 astronautů. Při prvních třech ze čtyř výstupů do vesmíru se nepodařilo splnit všechny úkoly a tak při čtvrtém výstupu astronauti měli dost práce, přesto všechny práce nedodělali a do programu byl zařazen další, pátý výstup. 28. července se raketoplán od stanice odpojil. S přistáním se počítá 31. července.